# Mutisia cana
Mutisia cana là một loài thực vật có hoa trong họ Cúc. Loài này được Poepp. & Endl. mô tả khoa học đầu tiên năm 1835.